# Blackpool
Blackpool je přímořské město v hrabství Lancashire, Anglie. Rozkládá se podél pobřeží Irského moře 65 km severozápadně od Manchesteru, má 142 900 obyvatel.

## Etymologie
Blackpool dostal své jméno v souvislosti s dlouhým odvodňovacím kanálem, který procházel přes rašeliniště. Voda, která z něj v Blackpoolu vytékala do moře, byla černá od rašeliny a ve vodách Irského moře vytvářela černou hlubinu, (anglicky black pool).

## Historie
Ve středověku a na počátku novověku byl Blackpool přímořskou vesničkou, jíž zůstal až do poloviny 18. století, kdy v Anglii začalo být módní cestovat v létě k moři. V roce 1781 začali návštěvníci, které do městečka přilákala 11 km dlouhá písečná pláž, využívat nově vzniklé soukromé silnice, kterou vybudovali Thomas Clifton a sir Henry Hoghton. V témže roce sem začaly jezdit pravidelné dostavníky z Manchesteru. Během jednoho století vzrostla populace místa z méně než 500 obyvatel v roce 1801 na více než 2 500 obyvatel v roce 1851.
Blackpool se stal význačným anglickým turistickým střediskem, když zde byla ve 40. letech 19. století zbudována železnice, která letovisko spojila s průmyslovými městy severní Anglie. Železnice znamenala jednodušší a levnější způsob dopravy a městečko se stalo populárním střediskem pro chudší manuální pracovníky severských měst. V roce 1881 už byl Blackpool prosperujícím letoviskem s 14 000 obyvateli a přímořskou promenádou s moly, pouťovými věštci, hospodami, tramvají, jízdami na oslících, stánky s fish and chips a divadly. V roce 1901 zde žilo již 47 000 a město se stalo „typickým příkladem britského přímořského letoviska“. Díky změnám ve společnosti a možnosti cestovat do zahraničí, začal v druhé polovině 20. století zájem o Blackpool upadat.
V dnešní době je oblíbený zejména mezi turisty ze severní Anglie, kteří sem přijíždějí například na víkend díky blízkosti, ale také mezi skupinkami mladých, kteří se do zdejších četných ubytovacích a restauračních zařízení jezdí loučit se svobodou.

## Turistické zajímavosti
- Blackpool Tower, ocelová věž vysoká 158 metrů inspirovaná Eiffelovou věží v Paříži z roku 1894
- North Pier, severní molo, krásná a zachovalá ukázka viktoriánské přímořské architektury
- Blackpool Illuminations, vánoční osvětlení nábřežní promenády, které každoročně při svém spuštění láká množství návštěvníků
- Tramvaje – tramvaje v Blackpoolu byly uvedeny do provozu v roce 1885 a patří k nejstarším elektrickým tramvajovým linkám na světě
- Pleasure Beach, zábavní park s horskými dráhami
- Blackpool dance festival – taneční soutěž ve standardních a latinskoamerických tancích

## Doprava
Blackpool má vlastní letiště spojující město s Irskem a jižní Evropou a několik železničních stanic, kam směřují vlaky z dalších částí země včetně Londýna.

## Osobnosti města
- Graham Nash (* 1942), zpěvák, kytarista a skladatel
- Andy Summers (* 1942), kytarista, člen rockové kapely The Police
- Tony Ashton (1946–2001), rockový pianista, klávesista, zpěvák, skladatel a producent
- John Evan (* 1948), hráč na klávesové nástroje
- Robert Smith (* 1959), zpěvák, kytarista a člen kapely The Cure
- David Thewlis (* 1963), herec
- Jenna-Louise Coleman (* 1986), herečka
- Christopher Sean Lowe (* 1959), klávesista, skladatel a člen skupiny Pet Shop Boys

## Partnerská města
- Bottrop, Německo